# Królestwo Beskidu
Królestwo Beskidu – polski zespół folkowy poruszający się w brzmieniach karpackich.
Członkowie zespołu pochodzą z różnych regionów Polski, ale głównie z beskidzkich miejscowości, takich jak, Laliki czy Jaworzynka. Wykonują muzykę autorską łączoną z brzmieniami muzyki karpackiej. Nazwa zespołu nawiązuje do bogatych źródeł muzyki Żywiecczyzny, Śląska Cieszyńskiego i całych Karpat. Muzyka którą wykonują w większości jest autorskim, przemyślanym  i subiektywnym odczuwaniem beskidzkiej ziemi. Zespół został założony przez Katarzynę Gacek Dudę, która chciała stworzyć projekt o profilu kolędowym. 
Katarzyna Gacek-Duda – flecistka, absolwentka Akademii Muzycznej w Katowicach, Akademii Muzycznej w Bydgoszczy oraz stypendystka socrates -erasmus w Uniwersitaet fuer Musik und Darestellende Kuns Wien była inspiratorką założenia zespołu na Boże Narodzenie i kolędowania w różnych miejscach u ludziczy kościołach.
Katarzyna Gacek-Duda wraz z Królestwem Beskidu  jest laureatką nagrody "Złote Gęśle" na festiwalu Nowa Tradycja 2015 oraz III miejsca na festiwalu Mikołajki Folkowe 2015.
Skład
- Katarzyna Gacek-Duda – flet poprzeczny, piszczałki, flety etniczne, skrzypce
- Marcin Sidor, skrzypce
- Beniamin Wałach – altówka
- Paweł Wszołek – kontrabas